# OSU! WorldCup
OSU! WorldCup(OWC)은 osu! 리듬게임을 이용한 팀리그이다. 4:4 팀리그를 기본으로 하며, 각각 개인 점수 합산을 계산해 국가간 점수 비교를 한다. 

## 역대 우승 국가
- 2011 (1회) :  대만
- 2011 (2회) :  대한민국
- 2012 :  대한민국
- 2013 :  대한민국 - 결승전
- 2014 :  일본
- 2015 :  미국
- 2016 :  미국

## OWC 2014
2014년 시즌부터는  더블 엘리미네이션 방식으로 경기를 진행한다. 1회 우승국인 대만과 2~4회 우승국인 한국이 모두 4강 안에 들어가지 못했다.

## 같이 보기
- osu!